# Pararge vulgaris
Pararge vulgaris är en fjärilsart som beskrevs av Philipp Christoph Zeller 1847. Pararge vulgaris ingår i släktet Pararge och familjen praktfjärilar. Inga underarter finns listade i Catalogue of Life.